# Maladera alternata
Maladera alternata är en skalbaggsart som beskrevs av Leconte 1856. Maladera alternata ingår i släktet Maladera och familjen Melolonthidae.

## Underarter
Arten delas in i följande underarter:
- M. a. patruela
- M. a. exolita